# Troopers Three
Troopers Three is een Amerikaanse filmkomedie uit 1930 onder regie van B. Reeves Eason en Norman Taurog.

## Verhaal
Eddie Haskins en zijn vrienden Bugs en Sunny zijn aan lager wal geraakte variétéacteurs, die dienst nemen in het leger. Eddie wordt er verliefd op Dorothy Clark, de dochter van een officier. Als gevolg daarvan krijgt hij het aan de stok met sergeant Hank Darby, die zelf een oogje heeft op Dorothy.

## Rolverdeling
| Acteur             | Personage           |
| ------------------ | ------------------- |
| Rex Lease          | Eddie Haskins       |
| Dorothy Gulliver   | Dorothy Clark       |
| Roscoe Karns       | Bugs                |
| Slim Summerville   | Sunny               |
| Tom London         | Sergeant Hank Darby |
| Joseph W. Girard   | Kapitein Harris     |
| Walter Perry       | Halligan            |
| Murdock MacQuarrie | Legerofficier       |